# Aristelliger nelsoni
Aristelliger nelsoni — вид геконоподібних ящірок родини Sphaerodactylidae. Ендемік Гондурасу.

## Опис
Aristelliger nelsoni є одними з найбільших неотропічних геконів, їх довжина (разом з хвостом) становить 23,5 см. Під четвертим пальцем у них є 15 пластинок.

## Поширення і екологія
Aristelliger nelsoni мешкають на Лебединих островах в групі островів Іслас-де-ла-Байя. Вони живуть в сухих тропічних лісах та в кокосових гаях, трапляються поблизу людських поселень. Ведуть переважно присмерковий спосіб життя. Живляться комахами, відкладають яйця.

## Збереження
МСОП класифікує цей вид як такий, що перебуває під загрозою зникнення. Aristelliger nelsoni загрожує конкуренція з інтродукованими геконами Hemidactylus frenatus.